# 広島県道187号浜田仁保線
広島県道187号浜田仁保線（ひろしまけんどう187ごう はまだにほせん）は、広島県安芸郡府中町から広島市南区に至る一般県道である。

## 概要
安芸郡府中町浜田3丁目から広島市南区仁保新町2丁目に至る。

### 路線データ
- 起点：広島県安芸郡府中町浜田3丁目（永田交差点、広島県道84号東海田広島線・広島県道151号府中海田線交点）
- 終点：広島県広島市南区仁保新町2丁目（仁保交差点、国道2号交点）
- 実延長：1.6 km
- 未開通区間：広島県安芸郡府中町桃山2丁目 - 広島市南区青崎1丁目・仁保橋東詰交差点間

## 歴史
- 1996年（平成8年）4月25日 - 広島県告示第469号により認定される。

## 路線状況
未開通区間はJR西日本山陽本線 向洋駅付近の高架事業と並行して建設される予定になっているが、広島市の財政難などにより着手時期や完成時期は今のところはっきりしていない。
安芸郡府中町内の本路線の案内標識や県道標識はすべて広島県道では現在使用されていない184と誤って書かれていた。本路線の標識を見ると7の部分がシールになっているのはそのためである。

### 道路施設

#### 橋梁
- 仁保橋（猿猴川、広島市南区青崎1丁目 - 広島市南区東雲（しののめ）3丁目）

## 地理

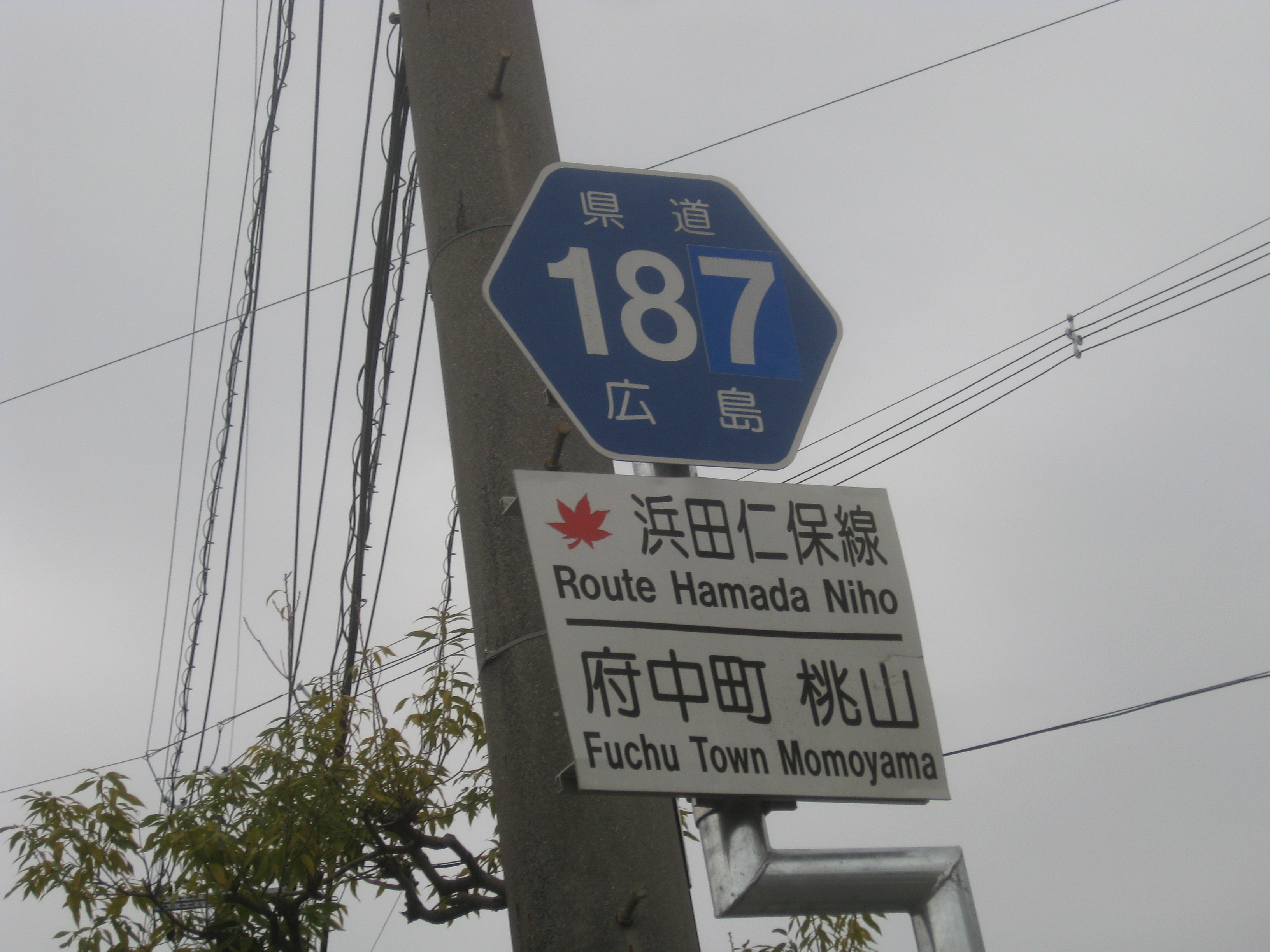
安芸郡府中町桃山の道路標識。修正部分が確認できる。

### 通過する自治体
- 安芸郡府中町
- 広島市（南区）

### 交差する道路
| 交差する道路                                     | 市町村名 | 市町村名 | 交差する場所  | 交差する場所      |
| ------------------------------------------------ | -------- | -------- | ------------- | ----------------- |
| 広島県道84号東海田広島線 広島県道151号府中海田線 | 安芸郡   | 府中町   | 浜田3丁目     | 永田交差点 / 起点 |
| 未開通区間                                       |          |          |               |                   |
| 広島県道164号広島海田線                          | 広島市   | 南区     | 青崎1丁目     | 仁保橋東詰交差点  |
| 国道2号                                          | 広島市   | 南区     | 仁保新町2丁目 | 仁保交差点 / 終点 |

### 交差する鉄道
- 山陽本線（予定）

### 沿線
- 府中町立府中南小学校
- 空城山公園
- 広島青少年文化センター
- 府中町役場鹿籠（こごもり）出張所
- JR西日本山陽本線 向洋駅
- マツダ本社工場
- マツダE&T本社